# Триаль, Арман
Арман Триаль (фр. Armand Trial; 1 марта 1771, Париж — 9 сентября 1803, там же) — французский пианист и композитор, автор музыки к комическим операм.
Родился в творческой семье: его отец, Антуан Триаль, был известным актёром и певцом (по причине чего Армана часто называли «Триаль-сын»), мать, Мари-Жанна Милло, — также актрисой. Уже в 17-летнем возрасте он написал музыку для одноактной комической оперы «Julien et Colette», которая была поставлена в театре «Favart». После этого поступил в Королевскую школу пения и декламации, где стал учеником Луи Жозефа Сен-Амана. В феврале 1794 года принял участие в создании комедии «Congrès des rois». 
С октября 1794 года женился гражданским браком на актрисе Опера-Комик Жанне Ригонэ-Меон; после женитьбы вёл разгульную жизнь, а его жена вскоре умерла во время гастролей на Гваделупе. С 1797 года как пианист работал в театре Лирик. Скончался в возрасте 32 лет и был быстро забыт.
К числу его комических опер относятся «Adélaïde et Mirval» (три акта) и «Les Deux Petits Aveugles» (один акт); был также автором музыки к музыкальным комедиям «Le Siège de Lille, ou Cécile et Julien» (три акта), «La Cause et les Effets, ou le Réveil du peuple en 1789» (пять актов). Писал также романсы.